# Ninnius Hastianus

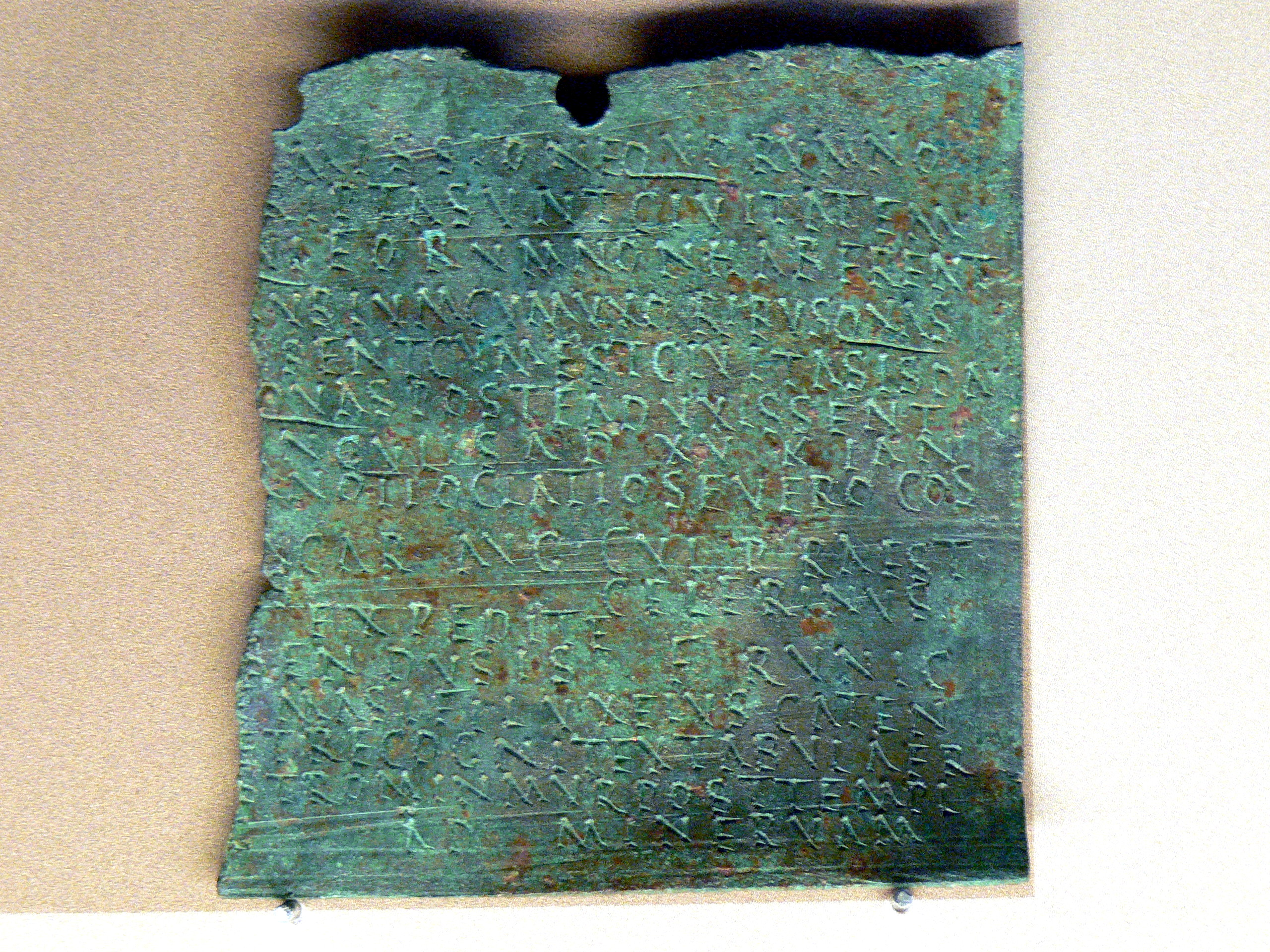
Das Militärdiplom von 160 n. Chr.

Ninnius Hastianus (sein Praenomen ist nicht bekannt; möglicherweise lautete es Quintus) war ein im 2. Jahrhundert n. Chr. lebender römischer Politiker.
Durch ein Militärdiplom, das auf den 18. Dezember 160 datiert ist, ist belegt, dass Hastianus 160 zusammen mit Tiberius Oclatius Severus Suffektkonsul war; die beiden Konsuln traten ihr Amt vermutlich am 1. Oktober des Jahres an. Sein Name ist auch in den Fasti Ostienses partiell erhalten.